# Виленская археографическая комиссия
Ви́ленская археографи́ческая коми́ссия (Виленская комиссия для разбора и издания древних актов) — научное учреждение в Вильне, созданное по инициативе генерал-губернатора М. Н. Муравьёва и при деятельном участии попечителя Виленского учебного округа И. П. Корнилова в начале 1864 года. Акты Виленской археографической комиссии являются ценным историографическим источником.

## История Археографической комиссии
Образцом послужила Киевская археографическая комиссия. Основная задача Археографической комиссии заключалась в том, чтобы публикацией древних актов обосновать исконно русские и православные устои края.
По мнению белорусского учёного Н. Н. Улащика, Виленская археографическая комиссия была создана для доказательств, что Белоруссия и Литва «исконно русский край».
Первым председателем Виленской комиссии для разбора и издания древних актов с апреля 1864 до марта 1865 года был П. В. Кукольник. Деятельность 70-летнего к тому времени историка и литератора ограничилась лишь изданием первого тома актов, причём редактировал он его уже уйдя из комиссии. Председателем её был назначен Пётр Алексеевич Бессонов, известный славист, издатель сборников болгарского, сербского, русского фольклора. Однако при нем работа Археографической комиссии замерла. Попечитель Виленского учебного округа И. П. Корнилов, хлопотавший о привлечении Бессонова в Вильну, добился его удаления. Председателем комиссии в августе 1866 — январе 1868 года был её член Иван Акимович Никотин, служивший с 1851 года чиновником особых поручений при виленском губернаторе, с 1856 года чиновник особых поручений при виленском генерал-губернаторе В. И. Назимове, позднее при М. Н. Муравьёве. С декабря 1867 до мая 1888 года председателем комиссии был Яков Фёдорович Головацкий, галицко-русский поэт, писатель, учёный, профессор кафедры русского языка и литературы Львовского университета.
В 1888—1902 годах председателем Виленской археографической комиссии был Юлиан Фомич Крачковский, белорусский фольклорист, этнограф, педагог. Он — составитель 16-го и 20-го томов Актов Виленской археографической комиссии, автор предисловий к ним и к 25-му тому. Затем председателем Археографической комиссии был в 1902—1913 годах филолог, историк, археограф Флавиан Николаевич Добрянский, автор путеводителя по Вильне.
Членами Археографической комиссии состояли, помимо названных председателей, протоиерей Антоний Иванович Пщолко, педагог и археограф Никита Иванович Горбачевский, педагог, публицист, сотрудник периодических изданий Семён Вуколович Шолкович, Константин Иванович Снитко, уроженец Галиции Венедикт Михайлович Площанский, преподаватель истории и географии Иван Александрович Глебов, Дмитрий Иванович Довгялло, преподаватель истории Арсений Осипович Турцевич, опытный архивист и собиратель фольклора Иван Яковлевич Спрогис, редактор «Виленского вестника» в 1887—1891 годах Александр Софронович Вруцевич.
Археографическая комиссия прекратила свою деятельность во время Первой мировой войны. Издания её не утратили источниковедческого значения.